# Villemotier
Villemotier ist eine französische französische Gemeinde im Département Ain in der Region Auvergne-Rhône-Alpes. Sie gehört zum Kanton Saint-Étienne-du-Bois im Arrondissement Bourg-en-Bresse.

## Geografie
Die Gemeinde Villemotier liegt im Osten der Bresse am Fluss Solnan, 19 Kilometer nordnordöstlich von Bourg-en-Bresse. Sie grenzt im Norden an Coligny, im Nordosten an Salavre, im Osten an Verjon, im Südosten an Courmangoux, im Süden an Saint-Étienne-du-Bois, im Südwesten an Bény, im Westen an Marboz und im Nordwesten an Pirajoux. Die Route nationale 83 tangiert Villemotier im Nordwesten.

## Bevölkerungsentwicklung
| Jahr                       | 1962 | 1968 | 1975 | 1982 | 1990 | 1999 | 2006 | 2014 | 2021 |
| -------------------------- | ---- | ---- | ---- | ---- | ---- | ---- | ---- | ---- | ---- |
| Einwohner                  | 434  | 403  | 372  | 384  | 419  | 455  | 533  | 664  | 617  |
| Quellen: Cassini und INSEE |      |      |      |      |      |      |      |      |      |

## Sehenswürdigkeiten
- Mühle (Moulin de Pertuizet), Monument historique
- Kirche Saint-Léger

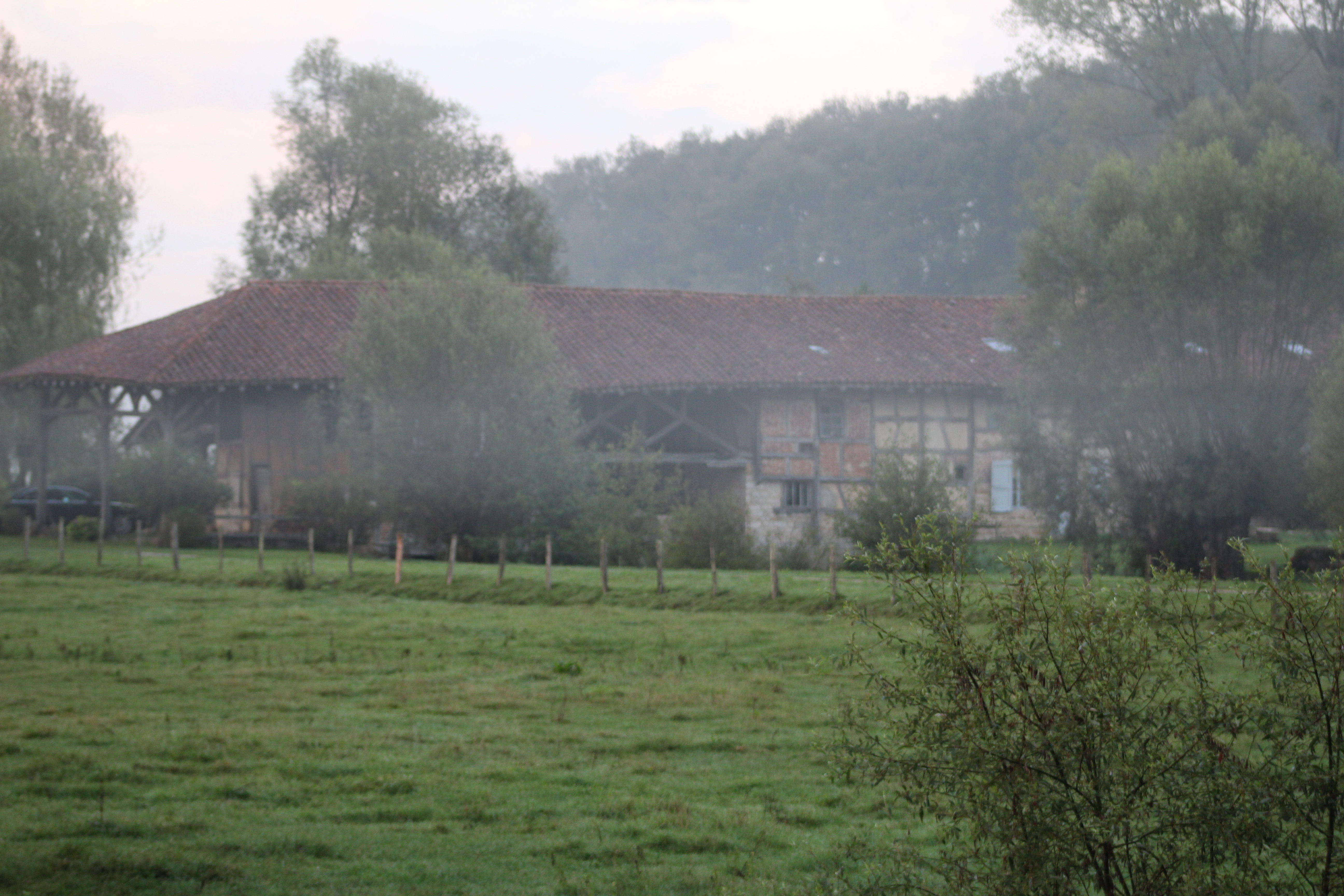
Moulin de Pertuizet
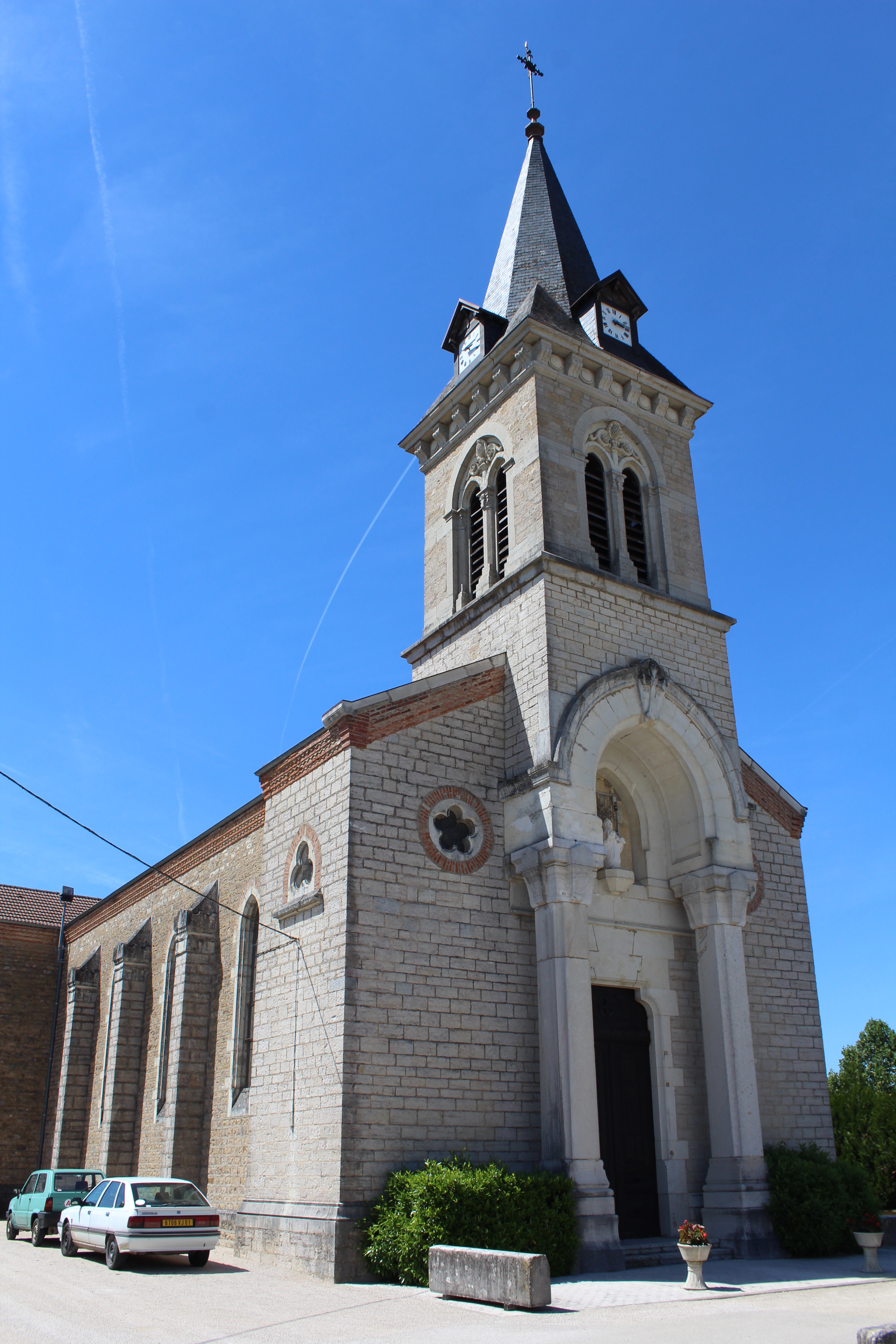
Kirche Saint-Léger
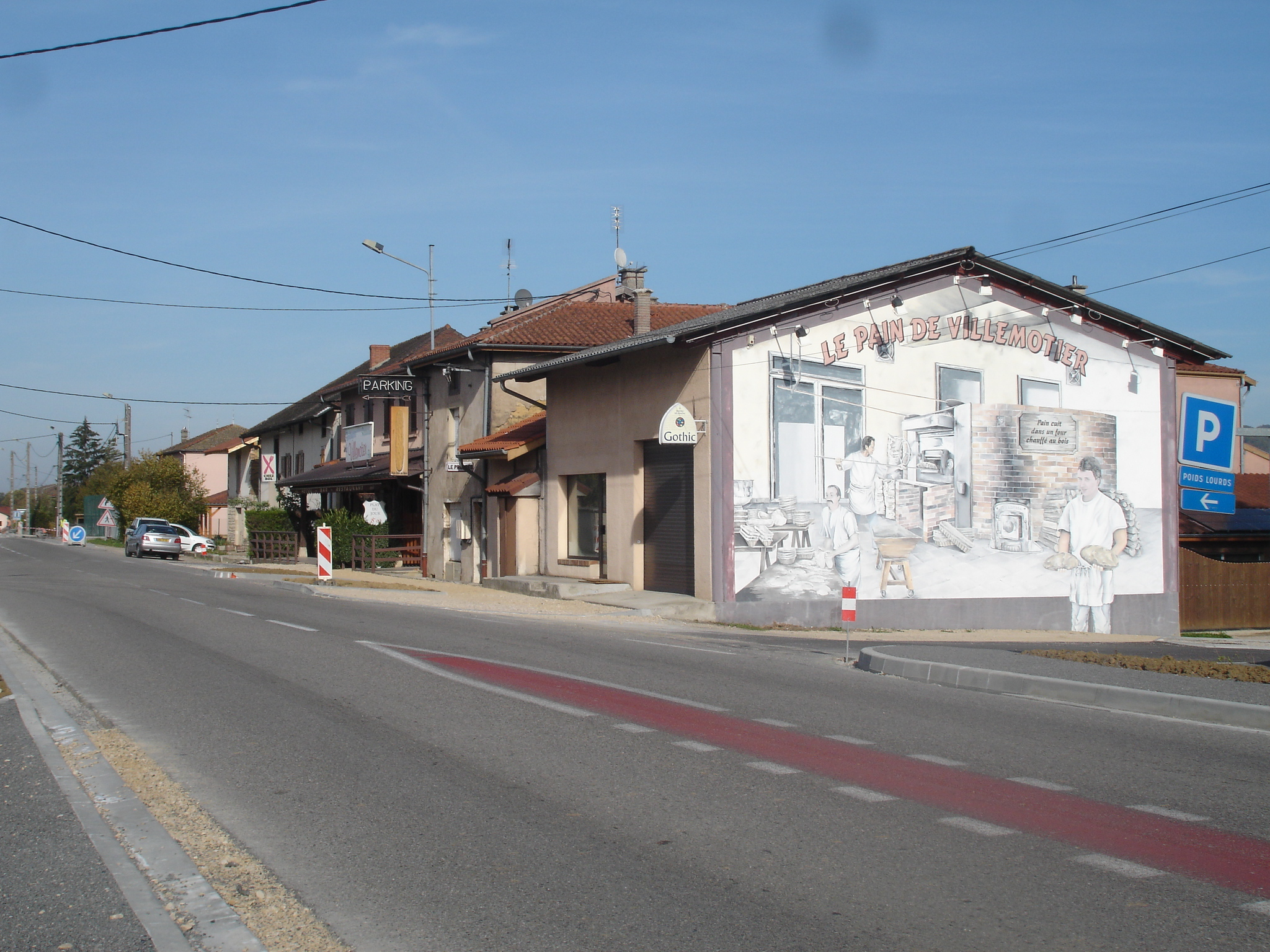
Südlicher Ortseingang
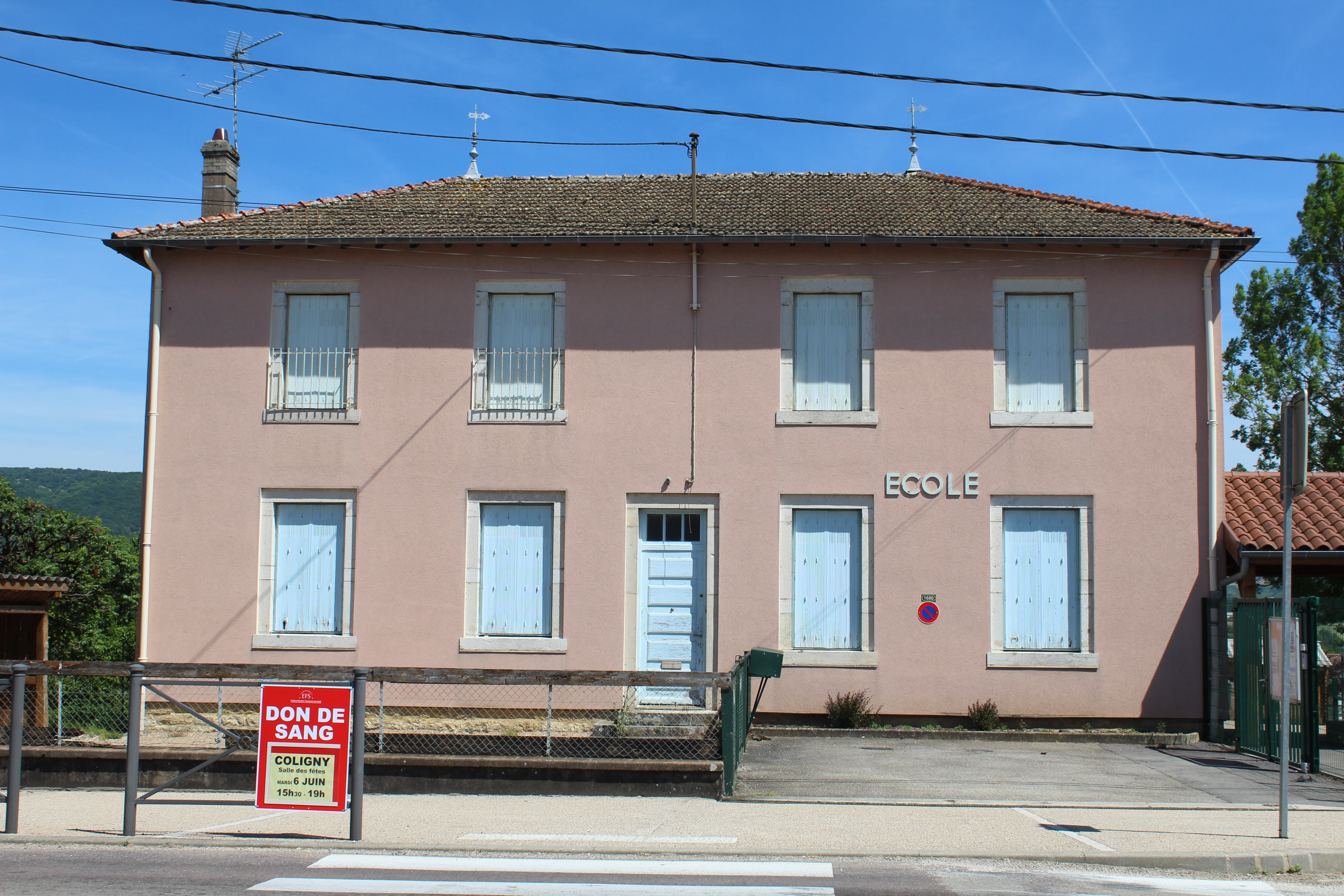
Schule
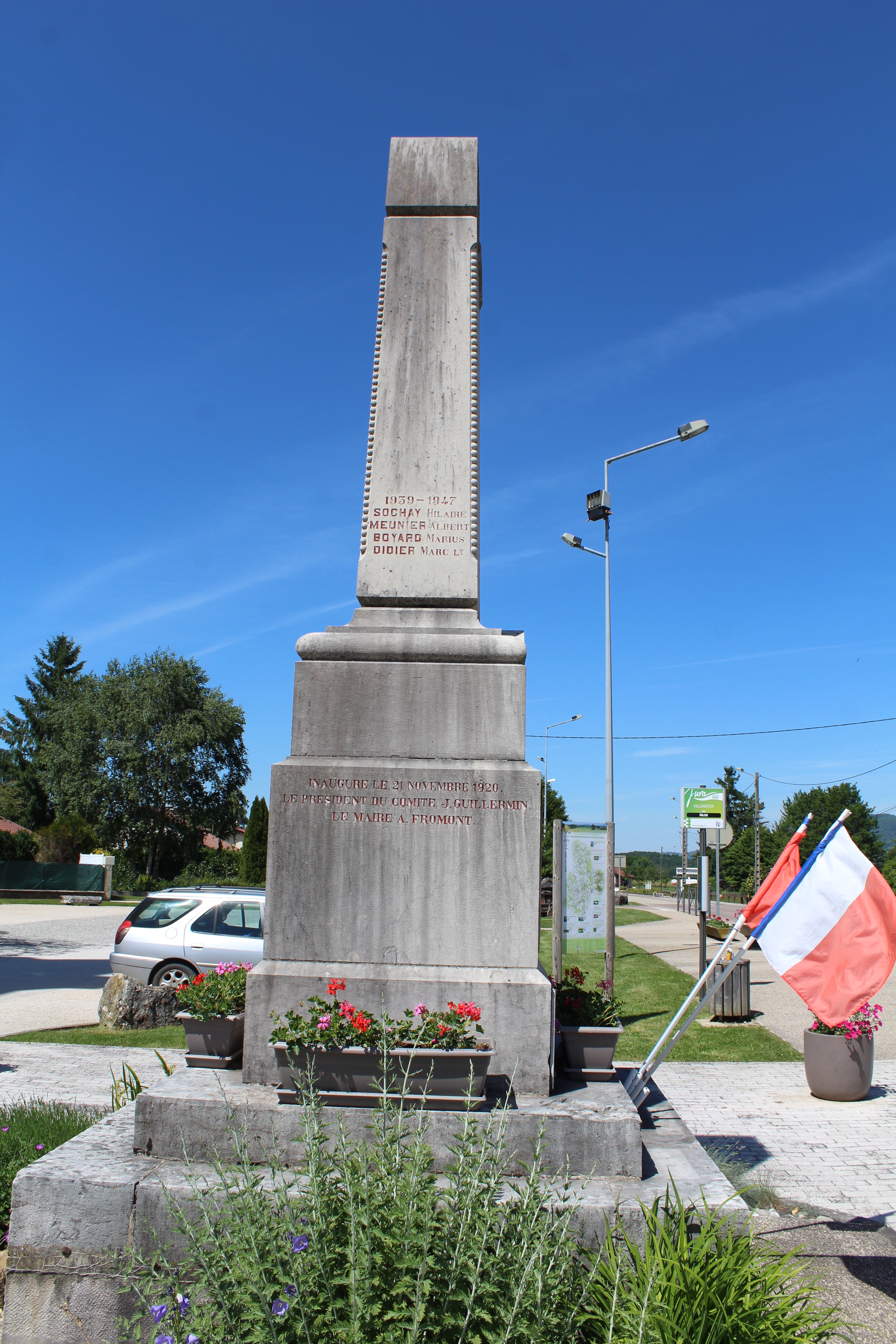
Gefallenendenkmal